# محمد واعظ‌زاده خراسانی
محمد واعظ زاده خراسانی (زاده ۵ اسفند ۱۳۰۴ مشهد – درگذشته  ۲۸ آذر ۱۳۹۵ مشهد) محقق و متفکر اسلامی معاصر، استاد دانشگاه فردوسی مشهد، مؤسس دانشگاه مذاهب اسلامی و نخستین دبیرکل مجمع جهانی تقریب مذاهب اسلامی بود. وی علوم دینی را در حوزه‌های علمیه نجف، مشهد و قم نزد سید حسین طباطبایی بروجردی، سید محمدرضا گلپایگانی، سید روح‌الله خمینی و سیدمحمد حسین طباطبائی آموخته بود.

## زندگی
وی در سال ۱۳۰۴ خورشیدی (۱۳۴۳ (قمری)) در مشهد و در یک خانواده روحانی که تا چند نسل از وعاظ نامی خراسان بوده‌اند دیده به جهان گشود. خاندان وی حدود دویست سال در راه وعظ و تدریس علوم به مسلمانان فعالیت داشته‌اند. وی از اوایل تحصیلات حوزوی هنگامیکه هنوز از سطح فارغ نشده بود، از بیانات قرآنی و تفسیری پدر خود حاج شیخ مهدی واعظ خراسانی، نخست در نجف در سال‌های ۱۳۱۸ تا ۱۳۲۱ و سپس در مشهد از سال ۱۳۲۱ تا ۱۳۲۹ در مسجد گوهرشاد بهره فراوان برد. وی داماد سید میرزا هاشم میردامادی و شوهر خاله سید علی خامنه‌ای بود.

## تحصیلات
وی پس از گذراندن دوره مکتبخانه و مدرسه در سال ۱۳۱۸ شمسی همراه پدرش راهی نجف شد و تا اواسط سال ۱۳۲۱ در آنجا ادبیات و مقدمات و سطوح ابتدایی فقه و اصول را فراگرفت. در این سال به مشهد مراجعت نمود و در حوزه علمیه مشهد تحصیلات حوزوی را تا سال ۱۳۲۸ در رشته‌های مختلف علوم اسلامی اعم از نقلی و عقلی و معارف و نیز سطوح عالی و بخش‌هایی از درس خارج فقه و اصول را نزد استادان آن حوزه مانند: سید یونس اردبیلی، میرزا احمد کفایی خراسانی، میرزا مهدی اصفهانی، حاج شیخ هاشم قزوینی، حاج شیخ مجتبی قزوینی، حاج شیخ کاظم دامغانی و دیگران طی نمود. وی در شهریور سال ۱۳۲۸ شمسی به حوزه علمیه قم منتقل و طی یازده سال از درسهای سید حسین طباطبایی بروجردی، سید محمد حجت، سید صدرالدین صدر، سید محمدرضا گلپایگانی و محمدعلی اراکی و چند سال از درس اصول سید روح‌الله خمینی و از درس فلسفه سید محمدحسین طباطبایی استفاده نموده و در علوم نقلی و عقلی از ایشان اجازه اجتهاد دریافت کرد، و همچنین اجازه نقل حدیث را از علمای مشهور مانند علامه شیخ آقابزرگ تهرانی، محمد صالح حائری مازندرانی و اجازه شفاهی از سید حسین طباطبایی بروجردی اخذ نمود. وی در حوزه علمیه قم در تدوین کتاب حدیث بزرگ جامع احادیث الشیعه نزد سید حسین طباطبایی بروجردی شرکت داشت. در این دوره وی از مؤسسین و نویسندگان مجله قدیمی و پربار «درس‌هایی از مکتب اسلام» بود که از سال ۱۳۳۷ در قم انتشار یافت و با توجه به وجهه و شهرت نویسندگان و گردانندگان آن با موفقیت همراه شد. اعضای دیگر هیئت تحریریه این مجله آقایان سید موسی صدر، علی دوانی، جعفر سبحانی، مجدالدین محلاتی، ناصر مکارم شیرازی، سید عبدالکریم موسوی اردبیلی، حسین نوری همدانی و سید مرتضی جزایری بودند. وی همچنین در حوزه علمیه قم با سید علی سیستانی هم مباحثه بود.
وی پس از مراجعت از قم و استقرار در مشهد در سال ۱۳۳۹ به کانون نشر حقایق اسلامی که محمدتقی شریعتی مؤسس آن بود رفت‌وآمد داشت و بعضاً به جای شریعتی تفسیر می‌گفت. در همین سال از وی به جهت تدریس در دانشگاه فردوسی مشهد دعوت بعمل آمد و با تشویق سید محمد بهشتی در دانشکده معقول و منقول سابق (دانشکده الهیات و معارف اسلامی کنونی) در رشته تاریخ فقه جعفری به تدریس مشغول گردید.

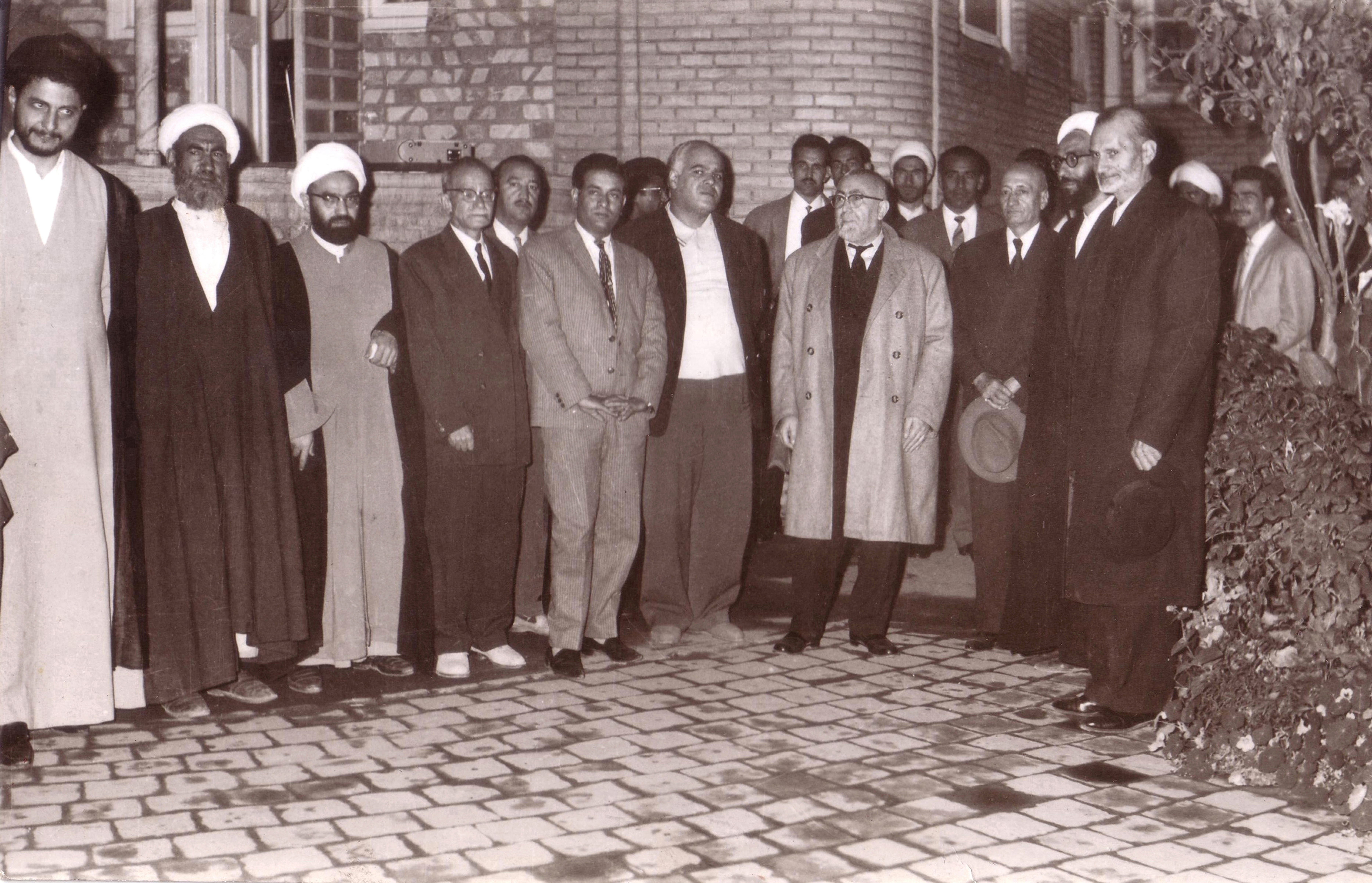
دانشکده علوم معقول و منقول مشهد (الهیات و معارف اسلامی)، سال ۱۳۴۲ شمسی - از سمت راست نفر اول: محمد تقی شریعتی، نفر دوم: کاظم مدیر شانه چی، نفر چهارم: بدیع‌الزمان فروزانفر - از سمت چپ نفر اول: امام موسی صدر، نفر سوم: محمد واعظ زاده خراسانی

در پی استعفای واعظ زاده خراسانی در سال ۱۳۸۰ از سمت دبیرکلی مجمع جهانی تقریب مذاهب اسلامی، سید علی خامنه‌ای در تاریخ ۳۱ شهریور ۱۳۸۰ محمدعلی تسخیری را به این سمت منصوب کرد، در متن حکم علی خامنه‌ای به تسخیری آمده‌است:
اکنون که جناب علّامه فرزانه آقای حاج شیخ محمد واعظ‌زاده پس از سالها تلاش مفید در مقام دبیر کلی مجمع تقریب مذاهب اسلامی از سمت خود استعفا کرده‌اند، ضمن تقدیر صمیمانه از سعی مشکور ایشان، جنابعالی را به دبیر کلی آن مجمع منصوب می‌کنم.
واعظ زاده در زمینه‌های تفسیر قرآن، فقه، فقه الحدیث، تاریخ تفسیر، تاریخ حدیث، تاریخ علوم عقلی، تاریخ فقه، قواعد فقه، تاریخ علوم اسلامی، تاریخ اسلام و فلسفه و کلام به تدریس و ارشاد دانشجویان همت گماشت و سال‌ها به عنوان استاد تمام وقت در دانشگاه‌های مختلفی چون علوم اسلامی رضوی مشهد، دانشگاه تربیت مدرس و دانشکده الهیات دانشگاه تهران به تربیت دانشجویان جوان پرداخته و تا واپسین ماه‌های عمر خویش به این مهم اشتغال داشت.

## فعالیت‌های فرهنگی و سیاسی

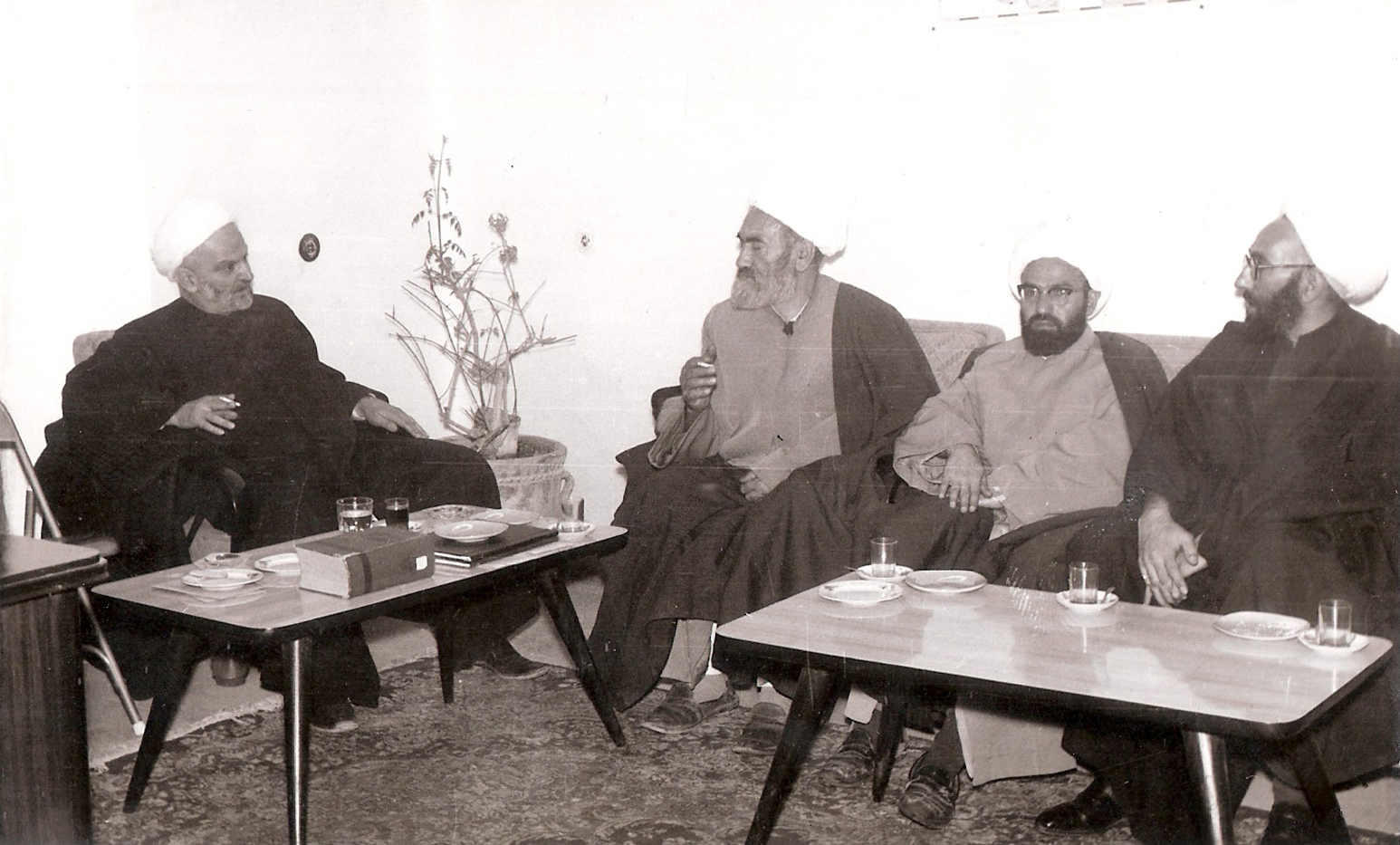
در دیدار با علامه محمد جواد مغنیه، سال ۱۳۴۲ شمسی - از سمت چپ، نفر اول: علامه محمدجواد مغنیه، نفر سوم: محمد واعظ زاده خراسانی

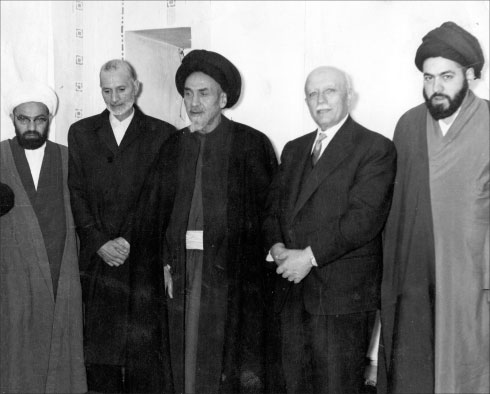
در دیدار با سید محمدهادی میلانی، دهه ۴۰ شمسی

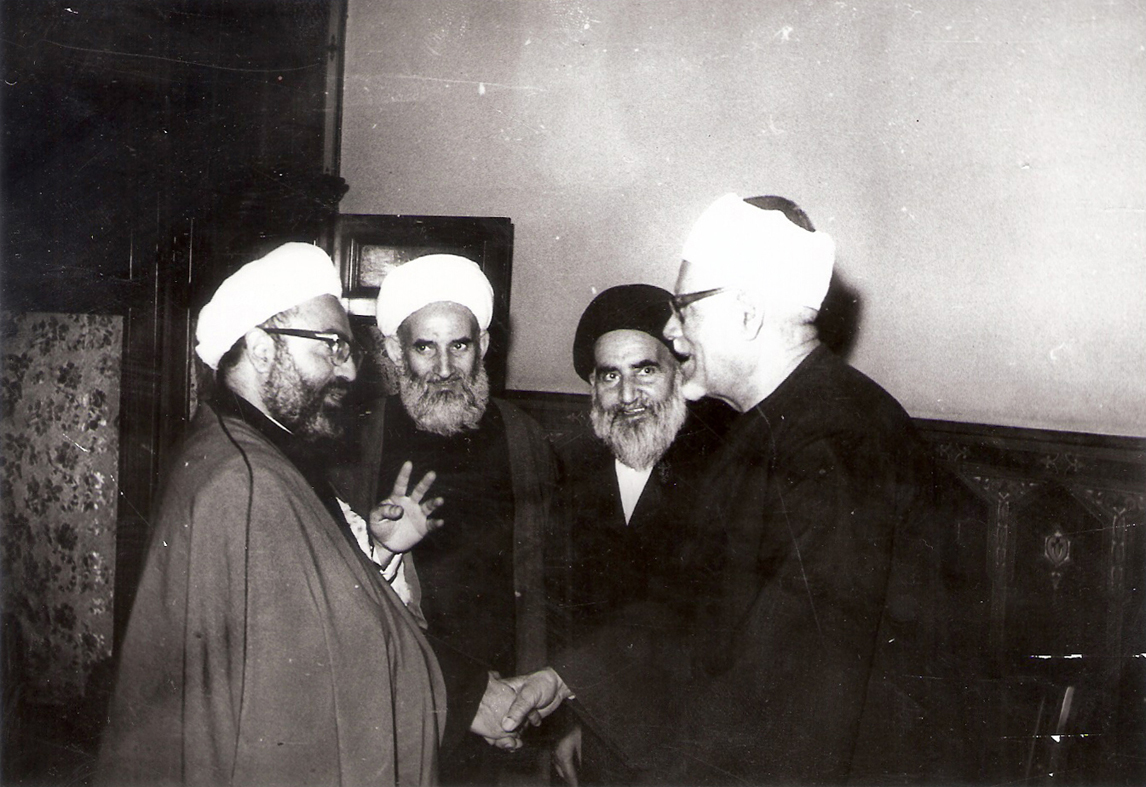
در دیدار با دکتر محمد الفحام، شیخ الأزهر مصر، ۱۳۵۰ شمسی

- برگزاری کنگره جهانی هزاره شیخ طوسی در سال ۱۳۵۰ شمسی با شرکت علما و پیشوایان فرق مختلف اسلامی و عده‌ای از مستشرقین (به مناسبت هزارمین سال ولادت شیخ طوسی)
- شرکت در کنگره‌های مختلف در داخل و خارج کشور در قبل و بعد از انقلاب اسلامی که در یکی از همین کنگره‌ها ایجاد مجمع جهانی تقریب مذاهب اسلامی را پیشنهاد و در ۱۹ مهر ۱۳۶۹ با حکم سید علی خامنه‌ای دبیر کلی آن به عهده وی گذاشته شد و تا سال ۱۳۸۰ این مسئولیت را برعهده داشت.[۱۰]
- مدیر گروه علوم قرآن و حدیث دانشکده علوم معقول و منقول مشهد (الهیات و معارف اسلامی دانشگاه فردوسی مشهد)(سال ۱۳۵۲ تا ۱۳۵۶)
- سرپرستی نشریه دانشگاه الهیات مشهد.
- مدیریت مجله آستان قدس رضوی.
- تأسیس دانشگاه مذاهب اسلامی در تهران.
- عضویت در شورای عالی مجمع جهانی تقریب مذاهب اسلامی.
- عضویت در هیاتهای امنای دانشگاه مذاهب اسلامی، مدرسه عالی شهید مطهری، دانشگاه علوم اسلامی رضوی و شورای عالی کتابخانه ملی.
- مدیریت دو گروه قرآن و اقتصاد اسلامی در بنیاد پژوهشهای اسلامی آستان قدس رضوی.
- نایب رئیس اتحادیه بین‌المللی علمای مسلمان.

وی از اکثر کشورهای اسلامی دیدار نمود و با مقامات سیاسی، اندیشمندان و شخصیت‌های برجسته جهان اسلام تماس حاصل کرد و در ده‌ها کنگره بین‌المللی سخنرانی نمود.

## درگذشت
وی روز یکشنبه ۲۸ آذر ۱۳۹۵ در سن ۹۰ سالگی در منزل خود در مشهد درگذشت. پیکر وی فردای آن روز از محل مهدیه مشهد به سمت حرم علی بن موسی الرضا با حضور قشرهای مختلف مردم، استادان دانشگاه، روحانیون و تعدادی از مسئولان استانی و کشوری تشییع و در رواق دارالعباده به خاک سپرده شد.

## آثار

المعجم فی فقه لغة القرآن و سرّ بلاغته؛ زیر نظر استاد محمد واعظ زاده خراسانی، چاپ بنیاد پژوهشهای اسلامی، آستان قدس رضوی، مشهد. این کتاب در دوره نوزدهم انتخاب کتاب سال جمهوری اسلامی ایران از طرف وزارت فرهنگ و ارشاد اسلامی، به عنوان کتاب سال برگزیده شد.

### تصحیح، تحقیق، تعلیق و ترجمه
- ترجمه و تحقیق کتاب «الجمل و العقود فی العبادات» از شیخ طوسی.
- تصحیح و تحقیق دو کتاب «المقنع و الهدایة» از شیخ صدوق.
- گردآوری و تصحیح و انتشار مقالات کنگره شیخ طوسی در سه جلد و نیز کتاب رجال و فهرست شیخ طوسی از سوی آن کنگره در دو جلد.
- شرکت در تألیف جامع احادیث الشیعه اثر آیت‌الله بروجردی.
- طرح و مشارکت در تألیف کتاب «المعجم فی فقه لغة القرآن و سرّ بلاغته» که زیر نظر وی در گروه قرآن بنیاد پژوهشهای اسلامی در دست تألیف بود و تاکنون سی و یک جلد از آن چاپ شده‌است. استاد واعظ زاده، در ابتدا به عنوان یک کار تحقیقی در کنگره شیخ طوسی مباحث لغوی و بلاغی تفسیر التبیان شیخ طوسی را فیش برداری کردند. اما پس از مشخص شدن حجم انبوه کار تصمیم گرفته شد، تمام الفاظ قرآن را در کتاب‌های لغت، بلاغت و تفسیر مورد توجه قرار دهند که نتیجه آن شکل‌گیری اثر فاخری چون کتاب المعجم فی فقه لغة القرآن شد.[۱۳]
- طرح و مشارکت در تألیف کتاب «نصوص فی علوم القرآن» در گروه قرآن بنیاد پژوهشهای اسلامی آستان قدس رضوی.
- طرح و مشارکت در تألیف کتاب «نصوص فی الاقتصاد الاسلامی کتاباً و سنةً و فقهاً» در گروه اقتصاد الاسلامی بنیاد پژوهشهای اسلامی آستان قدس رضوی.
- مقدمه و تقریظ بر کتابهایی چند از جمله مقدمه مفصل سلسله کتب رجالیه آیت‌الله بروجردی که زیر نظر استاد واعظ زاده در مشهد چاپ شده‌است. همچنین مقدمه «الرسائل العشر» از شیخ طوسی که از سوی انتشارات جامعه مدرسین در قم چاپ گردیده‌است و جز اینها.

### کتابها
- امام خمینی و انقلاب اسلامی: این کتاب مجموعه مقالات استاد دربارهٔ انقلاب اسلامی، آیت‌الله خمینی و مرجعیت است.
- پیام وحدت: مجموعه مصاحبه‌های مطبوعات، شخصیتها و مؤسسات فرهنگی و علمی، با استاد در این کتاب فراهم آمده‌است.
- ندای وحدت: مجموعه سخنرانیهای استاد در نماز جمعه تهران است که به زبانهای عربی، انگلیسی و اردو برگردان شده‌است.
- حیاة الامام البروجردی: این کتاب مقدمه سلسله تحقیقات رجال شناختی آیت‌الله بروجردی است که زیر نظر استاد چاپ شده‌است.
- الحجّ فی السّنة: در این نوشتار، حج از دیدگاه روایات شیعه و اهل سنّت مورد بررسی قرار گرفته‌است.
- دراسات و بحوث: این کتاب مجموعه‌ای دو جلدی است که در جلد اول ۲۳ مقاله و در جلد دوم ۱۵ مقاله در پیرامون تاریخ اسلام، وحدت اسلامی و منابع اسلامی، تدوین شده‌است.
- رسالة الشیخین: حاوی مکاتبه میان استاد و شیخ عبدالعزیز بن باز مفتی فقید کشور عربستان سعودی است.
- زندگانی آیت‌الله العظمی بروجردی: این نوشتار به مناسبت کنگره بزرگداشت آیت‌الله بروجردی و شیخ محمود شلتوت تدوین شده‌است.
- سه گفتار دربارهٔ شهید مطهری: این کتاب حاوی سه سخنرانی استاد در مورد زندگی علمی مرتضی مطهری است.
- الوحدة الاسلامیّة؛ عناصرها و موانعها: این کتاب، شامل بخشی از مقالات عربی استاد در زمینه وحدت اسلامی است.
- حدیث ثقلین؛ علامه شیخ قوام الدین وشنوی، با مقدمه و متن سخنرانی آیت‌الله استاد محمد واعظ زاده خراسانی: این کتاب پژوهشی نازک نگر در پیرامون اسانید معتبر حدیث ثقلین و رساله‌ای کوتاه در اثبات و تأیید حدیث ثقلین که تمامی روایات و اسانید این حدیث را درون خود جای داده‌است. نویسنده این رساله در نگارش آن ره دانایی و میانه‌روی پوییده، از دشمنی و ستیز روی برتافته است و بر گفته‌های خویش گواه‌هایی پیش داشته که شیعیان و سنیان را خرسند می‌سازد.[۱۴]
- مجموعه مقالات استاد: این مجموعه را بنیاد پژوهشهای اسلامی آستان قدس رضوی در چند مجلّد در دست چاپ دارد.
- نشریه «مجلة رسالة التقریب».

## افتخارات
- چهره ماندگار (سال ۱۳۸۲)
- برنده جایزه جهانی کتاب سال جمهوری اسلامی ایران (سال ۱۳۸۶)
- استاد نمونه کشوری (سال ۱۳۸۱)

### نامگذاری کتابخانه دانشگاه مذاهب به نام واعظ‌زاده خراسانی
روز ۱۸ اسفندماه ۱۳۹۵ پس از برگزاری مراسم نکوداشت واعظ‌زاده خراسانی، کتابخانه دانشگاه مذاهب اسلامی با حضور علما و شخصیت‌های برجسته در عرصه تقریب مذاهب اسلامی به نام واعظ‌زاده نامگذاری شد.